# كريستينا غروفز
كريستينا غروفز هي متزلجة كندية، ولدت في 4 ديسمبر 1976 في أوتاوا في كندا.

## وصلات خارجية
- كريستينا غروفز على موقع SpeedSkatingBase.eu (الإنجليزية)
- كريستينا غروفز على موقع SpeedSkatingNews.info (الإنجليزية)
- كريستينا غروفز على موقع SpeedSkatingStats.com (الإنجليزية)
- كريستينا غروفز على موقع اللجنة الأولمبية الدولية (الإنجليزية)
- كريستينا غروفز على موقع أوليمبيديا (الإنجليزية)
- كريستينا غروفز على موقع اللجنة الأولمبية الكندية (الإنجليزية)